# Saxifraga x malbyana
Saxifraga x malbyana es una planta herbácea de la familia de las saxifragáceas.
Es un híbrido compuesto por las especies Saxifraga aretioides y Saxifraga diapensioides.

## Taxonomía
Saxifraga x malbyana fue descrita por Horný, Soják & Webr y publicado en Skalniky 1974: 28 1974.
Etimología
Saxifraga: nombre genérico que viene del latín saxum, ("piedra") y frangere, ("romper, quebrar"). Estas plantas se llaman así por su capacidad, según los antiguos, de romper las piedras con sus fuertes raíces. Así lo afirmaba Plinio, por ejemplo.
malbyana: epíteto
Cultivares
- Saxifraga x malbyana 'Hedwig'
- Saxifraga x malbyana 'Primulina'
- Saxifraga x malbyana 'Wilhelm Tell'